# Robot (manga)
Robot è una serie di artbook che raccoglie i manga e le illustrazioni a colori di diversi artisti asiatici, curata dall'artista Range Murata e pubblicata dalla casa editrice giapponese Wanimagazine. Il primo volume è stato pubblicato il 21 ottobre 2004, mentre il decimo e ultimo è stato pubblicato il 7 febbraio 2008. In Italia la serie è stata edita dalla d/visual.

## Artisti
- Keith Seifert
- Hiroyuki Asada
- Yoshitoshi ABe
- Mami Itō
- Inuburo
- Kouji Ogata
- Okama
- Yū Kinutani
- Yūsuke Kozaki
- Sabe
- Kei Sanbe
- Shōu Tajima
- Hakekyo Tashiro
- Yumi Tada
- Range Murata
- Chicken
- Teikoku Shōnen
- Dowman Sayman
- Kei Tōme
- Tokiya
- Shin Nagasawa
- Hanaharu Naruko
- Mii Nekoi
- Pinfen
- Kazumasa Hirai
- Jirō Kuwata
- Kamui Fujiwara
- Eizō Hōden
- Shigeki Maeshima
- Hirotaka Maeda
- Yasuto Miura
- Mitsukazu Mihara
- Michio Murakawa
- Suzuhito Yasuda
- Yamato Yamamoto
- YUG
- Kengo Yonekura
- Roboinu
- Rco Wada
- Kawayō
- Osamu Kobayashi
- Makoto Kobayashi
- Haccan
- Jun Fuji
- Miggy
- Enomoto
- Hyung-tae Kim
- Shuzilow Ha
- D.K
- Ugetsu Hakua
- BABYsue

## Figure
È stata prodotta nel 2006 una set di sei action figure raffiguranti alcuni dei personaggi presenti in Robot 1:
- Groundpass Drive di Range Murata[4]
- Angels at the Planetarium di Shōu Tajima[5]
- Pez & Hot Strawberry di Hiroyuki Asada[6]
- Dragon Fly di Shigeki Maeshima[7]
- Ebony and Ivory di Suzuhito Yasuda[8]
- Eventyr di Haccan[9]

## Accoglienza
L'artista e scrittore statunitense Jason Thompson, nel suo Manga: The Complete Guide, ha definito Robot come: «un dōjinshi originale con un'eccezionale qualità di prodotto, caratterizzato da grandi nomi...».